# Titulaire remplaçant
Pour les articles homonymes, voir Remplaçant.
 (septembre 2012).
Un titulaire remplaçant est un enseignant titulaire qui est soumis à la même procédure de recrutement (concours, année de stage, certification) et de formation initiale (Bac+5) que les autres enseignants titulaires. Il doit en plus être doté d'une forte capacité d'adaptation et être capable de faire face à une demande immédiate en cas d'absence imprévue d'un enseignant. Le poste de titulaire remplaçant peut être obtenu en se portant candidat au mouvement intra-académique.

## Le cadre statutaire
Les titulaires remplaçants sont appelés :
- titulaires remplaçants de brigade (couramment appelés brigade) lorsqu'ils sont mutualisés au niveau départemental,
- titulaires remplaçants en zone d'intervention localisée (ZIL) (couramment appelés ZIL) lorsqu'ils sont directement rattachés à un Inspecteur de l'Éducation nationale chargé d'une circonscription.

Les titulaires remplaçants bénéficient du même traitement de base que les enseignants affectés sur un poste à l'année et accèdent au même rythme à l'avancement.

## Établissement de rattachement
Comme les autres enseignants titulaires, les titulaires remplaçants sont affectés dans une école d'une circonscription de l'éducation nationale : on parle pour les remplaçants d'« école de rattachement ». C'est dans cette école que le remplaçant recevra toute correspondance et tout document émanant de l'inspection de l'éducation nationale et de l'inspection d'académie desquelles il dépend (feuilles de paie, procès-verbal d'installation, d'affectation, de promotion...).
Le matin, le titulaire remplaçant doit se tenir prêt dans son école de rattachement 10 minute avant le début afin de se faire notifier par téléphone son lieu de remplacement ainsi que le niveau de classe concerné.

## Durée et organisation
Les titulaires remplaçants assurent leur mission aussi bien sur des remplacement de courte, de moyenne ou de longue durée (d'une demi journée à une année scolaire entière). Ils assurent le remplacement de tous les personnels enseignants du premier degré aussi bien dans les écoles maternelles et élémentaires que dans les écoles relevant de l'éducation prioritaire ou dans des classes et des structures spécialisées (institut médico-éducatif (IME), institut thérapeutique éducatif et professionnel (ITEP), classe d'intégration (CLIS)...). Ils peuvent également intervenir dans le second degré en enseignement spécialisé au sein des collèges et des lycées (SEGPA, ULIS...).
Les titulaires remplaçants sont dorénavant uniquement affectés et gérés par :
- l'Inspecteur de l'Éducation nationale (IEN) de leur circonscription d'affectation (depuis 2014).

### Indemnités
Les titulaires remplaçants ne perçoivent pas d'indemnités de déplacement à proprement parler (pour les remplacements qu'ils effectuent au cours de l'année) mais une indemnité de sujétion spéciale de remplacement (ISSR). Celle-ci a été mise en place pour prendre en compte les charges spécifiques de cette fonction.
Le montant de cette indemnité est cependant perçue en fonction de la distance entre l'école de rattachement et l'école dans laquelle est assuré le remplacement. Cette indemnité est due pour chaque journée de remplacement assurée (cf grille ci-dessous).
Grille de l'Indemnité de sujétion spéciale de remplacement (ISSR)/jour (seule la distance aller est prise en compte) :
| moins de 10 km                 | 15.2 euros  |
| de 10 à 19 km                  | 19.78 euros |
| de 20 à 29 km                  | 24,37 euros |
| de 30 à 39 km                  | 28.62 euros |
| de 40 à 49 km                  | 33.99 euros |
| de 50 à 59 km                  | 39.41 euros |
| de 60 à 80 km                  | 45.11 euros |
| tous les 20 km supplémentaires | 6.73 euros  |

Par ailleurs, les titulaires remplaçants peuvent aussi, sous conditions, percevoir les indemnités prévues pour des remplacements sur des postes spécialisés, en ZEP et sur des postes de direction (au prorata de l'indemnité mensuelle/nombre de journées de remplacement effectuées).
Un relevé mensuel des remplacements effectués est envoyé chaque début de mois par le remplaçant à l'inspecteur de l'éducation nationale (IEN) dont il dépend. Ce relevé servira à établir le montant de l'indemnité spéciale de sujétion (ISSR) que le remplaçant percevra. Cette Indemnité n'est pas imposable mais son montant apparaît sur la fiche de paie.
Cependant, lorsque le remplacement a lieu dans l'école de rattachement du remplaçant, le remplaçant ne perçoit aucune indemnité quelle que soit la durée du remplacement. De même, il ne perçoit pas cette indemnité s'il n'assure aucun remplacement. Dans ce dernier cas, le remplaçant est, en général, tenu de se rendre et de rester dans son école de rattachement.
Enfin, si le remplaçant effectue un remplacement toute l'année scolaire (du jour de la rentrée au dernier jour de l'année scolaire) il ne perçoit pas non plus cette indemnité. Il peut toutefois prétendre aux autres indemnités le cas échéant: indemnité de direction, de postes spécialisés, de postes en REP...